# クッピーラムネ

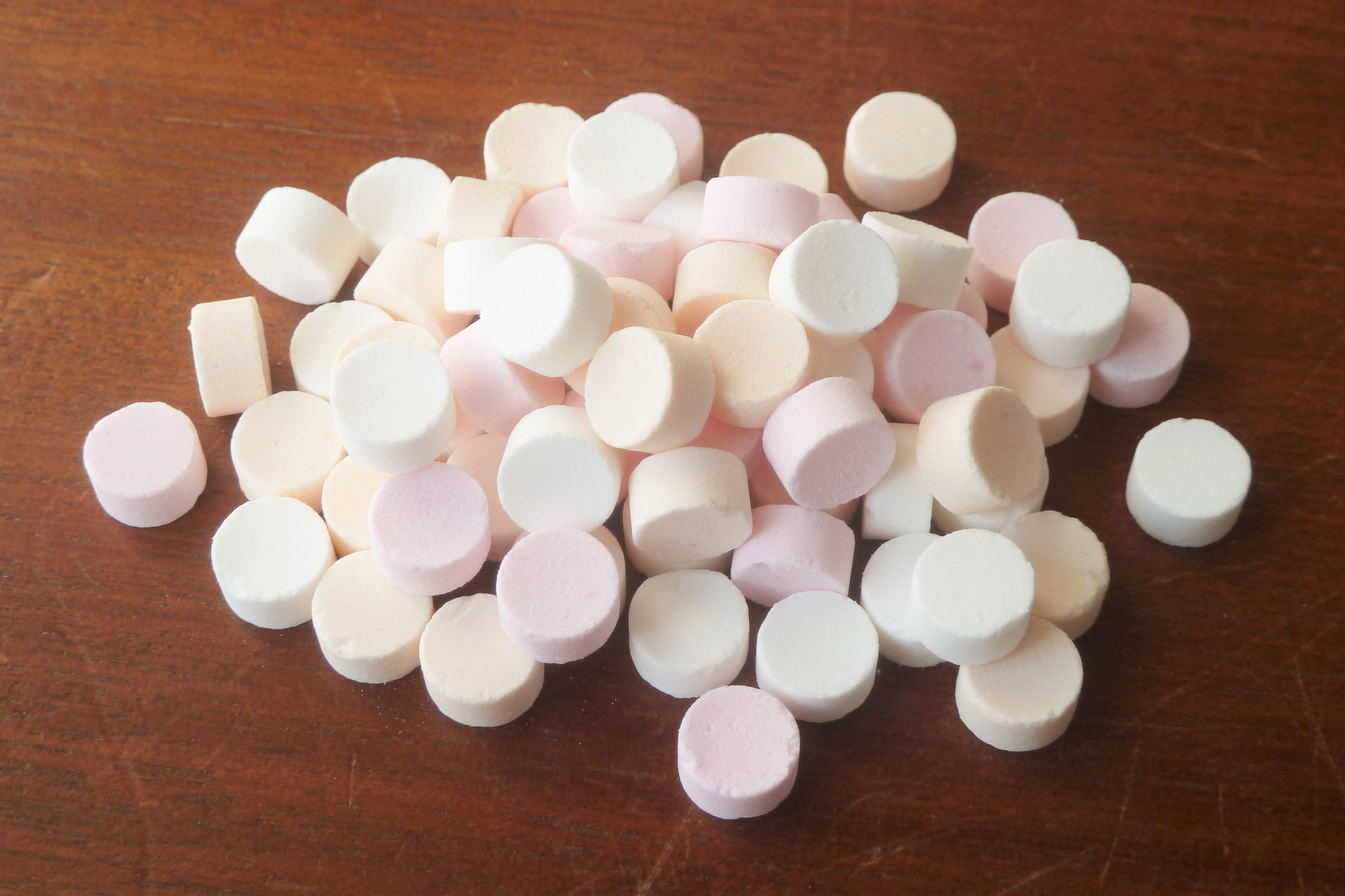
クッピーラムネ

クッピーラムネとは、愛知県名古屋市西区にあるカクダイ製菓が製造・販売している主力商品であるラムネ菓子。

## 概要
カクダイ製菓のラムネ菓子は、駄菓子屋のくじ引きの残念賞という位置づけの商品として、1950年からはじまった。そのために当時は個別包装はされておらず、まとめて瓶詰めの状態で販売されていた。
1955年頃、認知度が高まったことから、セロハンで包み、両端をリボン状にひねり包装するスタイルで単体商品として発売されるようになった。これが「クッピーラムネ」と命名されて販売されるようになったのは1963年で、それまでは業界内では出荷ダンボールに添付される責任票の図柄から「グッピーラムネ」という愛称で呼ばれていた（ただし責任票の図柄はグッピーではなく、二匹のエンゼルフィッシュである）。
愛称にちなんで「グッピーラムネ」となる予定だったが、語感がよりきれいな「クッピーラムネ」と名付けられた。
トレードマークのウサギとリスのイラストは、講談社の雑誌に連載されていた、特徴的な動物キャラクターを描く漫画家（太田じろう）に原画を依頼し、それを元にイラスト化したものである。このキャラクターは1962年の発表当時より定番となり、絵のタッチに若干の変化がある以外に大きな変更点はない。
キャラクターには長らく名前がなかったが、1990年代のテレビCMでは「ウサ雄」と「リス子」と名付けられ、2012年に配布された絵本以降は「クッピー（ウサギ）」「ラム（リス）」として定着した。
2002年からは多岐に亙るコラボレーション商品が雑貨量販店等からの交渉により販売され、その数は数千～1万点以上存在するとされる。また、かつては名古屋を中心に一部地域のみの販売とされていたが、現在は大手100円ショップにて取扱いが始まっており、販売エリアは全国である。
「水族館限定クッピーラムネ」という商品が存在するが、パッケージに魚や海草の絵が描いてあるのみで中身は通常品と同じである。
カクダイ製菓の本社がある名古屋市西区を走る名古屋市営地下鉄鶴舞線の車両のうち、名古屋市交通局所属車両（3050形・N3000形）の車内には本商品の広告がある。

## 関連商品
- クッピーヨーグルトラムネ
- クッピーラムネ アイスバー
- クッピーのミルクプリン
- クッピーわらび餅

## コラボレーション商品の一部

### 食品
- クッピーラムネ（乳酸菌飲料。日清ヨークが販売）[6]。
- シュガーデニッシュ クッピーラムネ風味（菓子パン。山崎製パンが2011年に販売）
- ミックスラムネ　（スーパーよしやブランド「生活良好」のひとつ。内容にはクッピーラムネ表記の包みにくるまれている）
- パインラムネ（パインとコラボ企画）
- パインアメのヤングドーナッツ（宮田製菓とコラボ企画）

### ゼリー・プリン
- クッピーわらび餅 150g 株式会社みかわ大国堂[7]
- クッピーのミルクプリン 120g 株式会社みかわ大国堂

### 酒類
- クッピーラムネ チューハイ（中埜酒造とコラボ企画）

### その他
- お菓子なパズル クッピーラムネ - ハナヤマから発売。パッケージを模したパズル。
- クッピーラムネ 線香 - カメヤマから「故人の好物シリーズ」の一環として発売。パッケージを模した、ラムネの香りがする線香。